# 광발광
광발광(光發光, photoluminescence)이란 물질이 전자기파에 의하여 에너지를 받아 여기되어, 그 받은 에너지로 특정 파장의 빛을 방출하는 현상을 말한다.

## 같이 보기
- 형광
- 인광